# Bergur Midjord
Bergur Midjord (Tórshavn, 20 aprile 1985) è un ex calciatore faroese, di ruolo centrocampista.